# Hydra (album Otep)
Hydra – numetalowy, szósty studyjny album amerykańskiej grupy Otep. Album został wydamy 22 stycznia 2013 roku.

## Lista utworów
1. "Rising"
2. "Blowtorch Nightlight"
3. "Seduce & Destroy"
4. "Crush"
5. "Hematopia"
6. "Necromantic"
7. "Quarantine"
8. "Voyeur"
9. "Apex Predator"
10. "Feral Game"
11. "Livestock"
12. "Hag"
13. "Theophagy"